# امیرمهدی حقیقت
امیرمهدی حقیقت (Amirmahdi Haghighat، زادهٔ ۲۷ شهریور ۱۳۵۳ در تهران) مترجم و روزنامه‌نگار فرهنگی ایرانی است. او از اوایل دههٔ ۱۳۸۰ با ترجمهٔ مترجم دردها نوشتهٔ جومپا لاهیری فعالیت حرفه‌ای خود را آغاز کرد و تاکنون بیش از ۴۰ اثر از نویسندگان برجستهٔ جهان از جمله هاروکی موراکامی، کازوئو ایشی‌گورو، برنارد مالامود، ریچارد فورد، دومنیکو استارنونه، ناتاشا لان، جان سوشه، سام شپرد، کنت هریف، پائولو کوئلیو و تری جونز را به فارسی برگردانده‌است. آثار او به‌ویژه در حوزهٔ ادبیات آمریکای شمالی و داستان کوتاه شناخته می‌شوند. حقیقت علاوه بر ترجمهٔ کتاب، در زمینهٔ روزنامه‌نگاری ادبی و همکاری با رسانه‌های فرهنگی نیز فعالیت داشته‌است.

## زندگی
امیرمهدی حقیقت در سال ۱۳۵۳ در تهران به‌دنیا آمد. نخستین اثر منتشرشدهٔ او مجموعهٔ داستان مترجم دردها (ترجمهٔ اثری از جومپا لاهیری) در سال ۱۳۸۰ بود. از آن پس در حوزهٔ ترجمهٔ ادبیات داستانی برای گروه‌های سنی بزرگسال، نوجوان و کودک فعال بوده و با چند ناشر برجستهٔ ایرانی همکاری کرده‌است.

### آثار بزرگسال
- مترجم دردها – جومپا لاهیری (نشر ماهی)
- همنام – جومپا لاهیری (نشر ماهی)
- خاک غریب – جومپا لاهیری (نشر ماهی)
- گودی – جومپا لاهیری (نشر ماهی)
- به عبارت دیگر – جومپا لاهیری (نشر ماهی)
- پاتوق‌ها – جومپا لاهیری (نشر چشمه)
- در میان گمشدگان – دن چاون (نشر ماهی)
- خوبی خدا – مجموعهٔ داستانی از نویسندگان مختلف از جمله ریموند کارور و جومپا لاهیری (نشر ماهی)
- خوابِ خوبِ بهشت – سام شپرد (نشر ماهی)
- آواز بی‌ساز – کنت هریف (نشر ماهی)
- کفش‌های خدمتکار – برنارد مالامود (نشر افق)
- سوکورو تازاکی بی‌رنگ و سال‌های زیارتش – هاروکی موراکامی (نشر چشمه)
- غول مدفون – کازوئو ایشی‌گورو (نشر چشمه)
- کلارا و خورشید – کازوئو ایشی‌گورو (نشر چشمه)
- عشقِ غریبه‌ها – نایل گرین (نشر چشمه)
- خریدن لنین – انتخاب و ترجمهٔ داستان‌هایی از جان آپدایک، توبیاس ولف و دیگران (نشر ماهی)
- آتش‌بازی – ریچارد فورد (نشر ماهی)
- هیپی – پائولو کوئلیو (نشر چشمه)
- زندگی‌های خیلی خوب – جی.کی. رولینگ (نشر حوض نقره)
- هری پاتر و فرزند نفرین‌شده – جی.کی. رولینگ و همکاران (نشر حوض نقره)
- بندها – دومنیکو استارنونه (نشر چشمه)
- گفتگوهای عاشقانه – ناتاشا لان (نشر چشمه)
- بتهوون بی‌پرده – جان سوشه (نشر چشمه)
- داستان های مانگا- برگزیده داستانهای کوتاه موراکامی (نشر چشمه)

### آثار نوجوان
- مجموعهٔ قصه‌های جیبی (۴ جلد، نشر هیرمند)
  - قصه‌های بانمک
  - قصه‌های عجیب
  - قصه‌های غریب
  - قصه‌های ارواح
- مجموعهٔ قصه‌های تری جونز (۲ جلد، نشر پرتقال)

### آثار کودک
- مجموعهٔ جونی بی جونز (۱۹ جلد، باربارا پارک) (نشر ماهی)
- سالن خزندگان – جلد دوم از مجموعهٔ ماجراهای بچه‌های بدشانس، لمونی اسنیکت (نشر ماهی)
- کشتی احمق‌ها – تری جونز (نشر همشهری)

### آثار انگلیسی
- Funglish – مجموعه‌ای آموزشی–سرگرمی به زبان انگلیسی (انتشارات جام‌جم؛ کارآفرین)